# Цеттлинг
Цеттлинг (нем. Zettling) — коммуна в Австрии, в федеральной земле Штирия.
Входит в состав округа Грац.  Население составляет 1510 человек (на 2 января 2008 года). Занимает площадь 11 км². Официальный код  —  60657.

## Политическая ситуация
Бургомистр коммуны — Манфред Гайслер (АНП) по результатам выборов 2005 года.
Совет представителей коммуны (нем. Gemeinderat) состоит из 15 мест.
- АНП занимает 7 мест.
- СДПА занимает 7 мест.
- АПС занимает 1 место.